# Goiana (gemeente)
Goiana is een gemeente in de Braziliaanse deelstaat Pernambuco. De gemeente telt 74.424 inwoners (schatting 2009).

## Aangrenzende gemeenten
De gemeente grenst aan Condado, Igarassu, Itamaracá, Itambé, Itapissuma, Itaquitinga, Caaporã, Pedras de Fogo (PA) en Pitimbu (PA). Goiana ligt op 25 km van de kust.

## Verkeer en vervoer
De plaats ligt aan de noord-zuidlopende weg BR-101 tussen Touros (RN) en São José do Norte (RS). Daarnaast ligt ze aan de wegen PE-062 en PE-075.

## Geboren
- Zé Vitor (2001), voetballer